# Whizzer (motorfietsmerk)

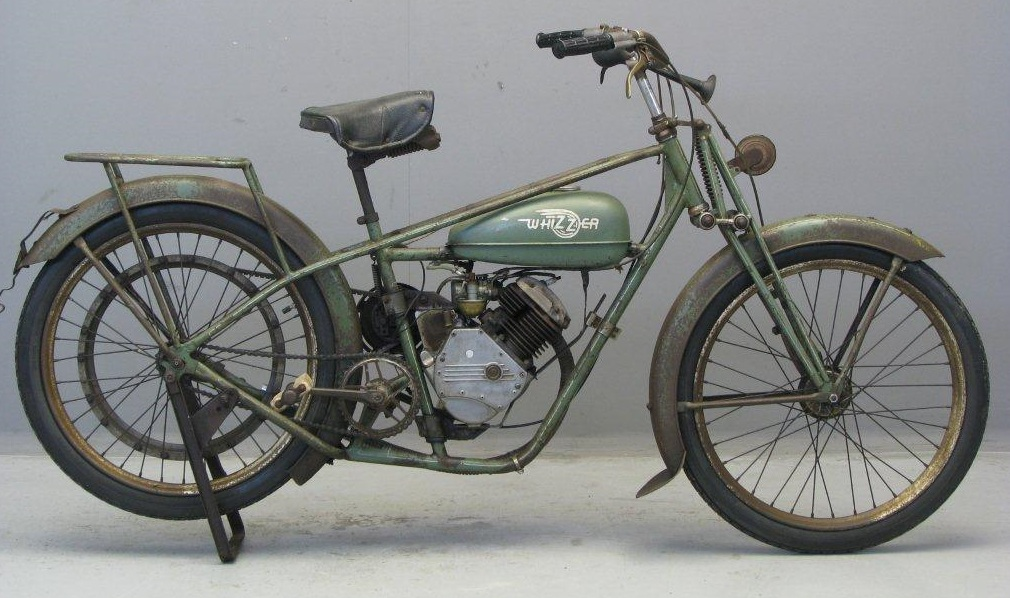
138cc Whizzer met zijklepmotor uit 1947

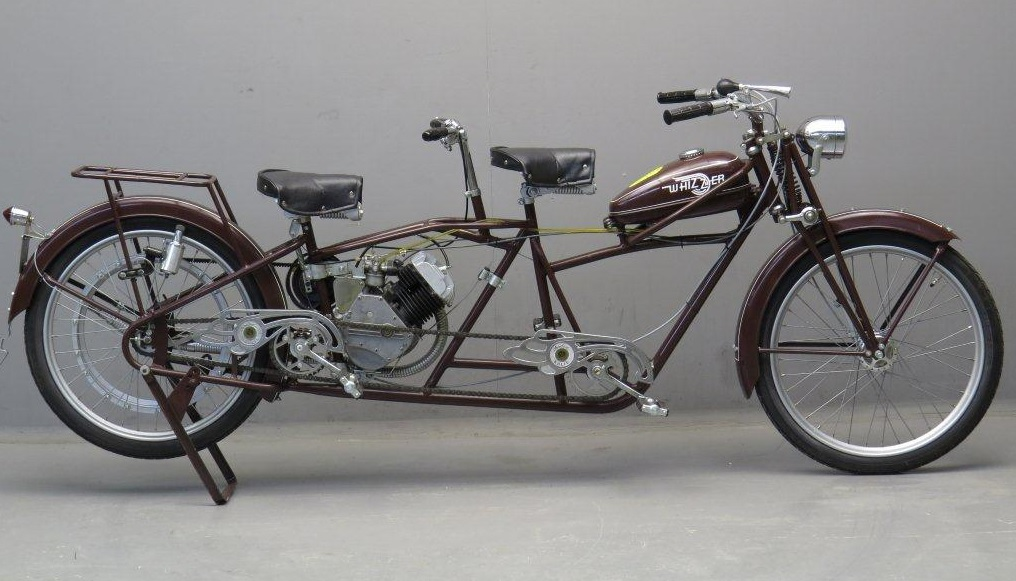
138cc Whizzer tandem uit 1949

Whizzer is een historisch merk van lichte motorfietsen dat opnieuw wordt geproduceerd.

## Whizzer, Los Angeles
De bedrijfsnaam was: Breen-Taylor Engineering, Los Angeles, later Whizzer Motorbike Co. (1939-1955), Whizzer International Inc., Pontiac (1955-1965), Nostalgia Cycles (1992-1993), YiHeng Co., Taiwan (1998-heden) en Whizzer Co (2001-heden).
Amerikaans merk dat aanvankelijk een 138 cc eencilinder-zijklep-hulpmotor maakte. Deze lichte inbouwblokjes (model D) waren al snel behoorlijk populair in de Verenigde Staten. 
In 1940 kwam het licht gewijzigde model E op de markt. Ondanks het succes stootte Breen-Taylor de productie af naar Martin Goldman en Dietrich Kohlsaat. Om tijdens de Tweede Wereldoorlog te kunnen blijven produceren kwam er een speciaal - extra betrouwbaar - model (for defense workers only). Dit model had rolaandrijving in plaats van een riem. Vanaf 1945 kwamen er steeds licht verbeterde modellen (F, H en J) die steeds beter verkochten. Ook in België en Luxemburg werden Whizzers geproduceerd. De blokken werden los van de frames aan de dealers geleverd, omdat alleen belasting op complete motorfietsen werd geheven. In 1948 werd echter het model J ook geleverd als complete motorfiets, de Whizzer Pacemaker met een “Schwinn-type”-frame, dat later zelfs door Schwinn geleverd werd. Productieschef Don White ontwikkelde de Sportsman, met kleine wielen, die al snel populair werd. 
Terwijl de Amerikaanse versie intussen op 300 cc was gekomen, verschenen in Europa ook 50 cc-modellen, zoals de Whizette. In 1955 schakelde Whizzer over op kinderspeelgoed, kozijnen en schuifdeuren. In 1962 stopte de productie van de Whizzer-motoren en in 1965 waren de laatste onderdelen verkocht. 

## Whizzer (Nostalgia Cycles), Cruzzer en Wizzer (Wizzer Motorbike)
In 1992 deed het bedrijf Nostalgia Cycles een poging de Whizzer weer op de markt te brengen, maar het nieuw ontworpen blokje bleek niet betrouwbaar te zijn. In 1998 kwam de Whizzer terug, geproduceerd in Taiwan met een 123 cc viertaktmotortje, Die onder de merknaam Cruzzer wordt verkocht. In 2001 werd opnieuw in Amerika de Whizzer Motorbike Co. opgericht, die de machientjes met 24- en 26 inch wielen levert. 